# NGC 4599
NGC 4599 (również PGC 42453 lub UGC 7833) – galaktyka spiralna (S0-a), znajdująca się w gwiazdozbiorze Panny. Odkrył ją William Herschel 22 lutego 1786 roku. Jest to galaktyka Seyferta typu 2.